# Самшит вечнозелёный
Самши́т вечнозелёный (лат. Búxus sempervírens), — древесное растение, вид рода Самшит семейства Самшитовые. В старину также называлось кавказская пальма, а его древесину именовали 
пальмовым деревом.

## Биологическое описание

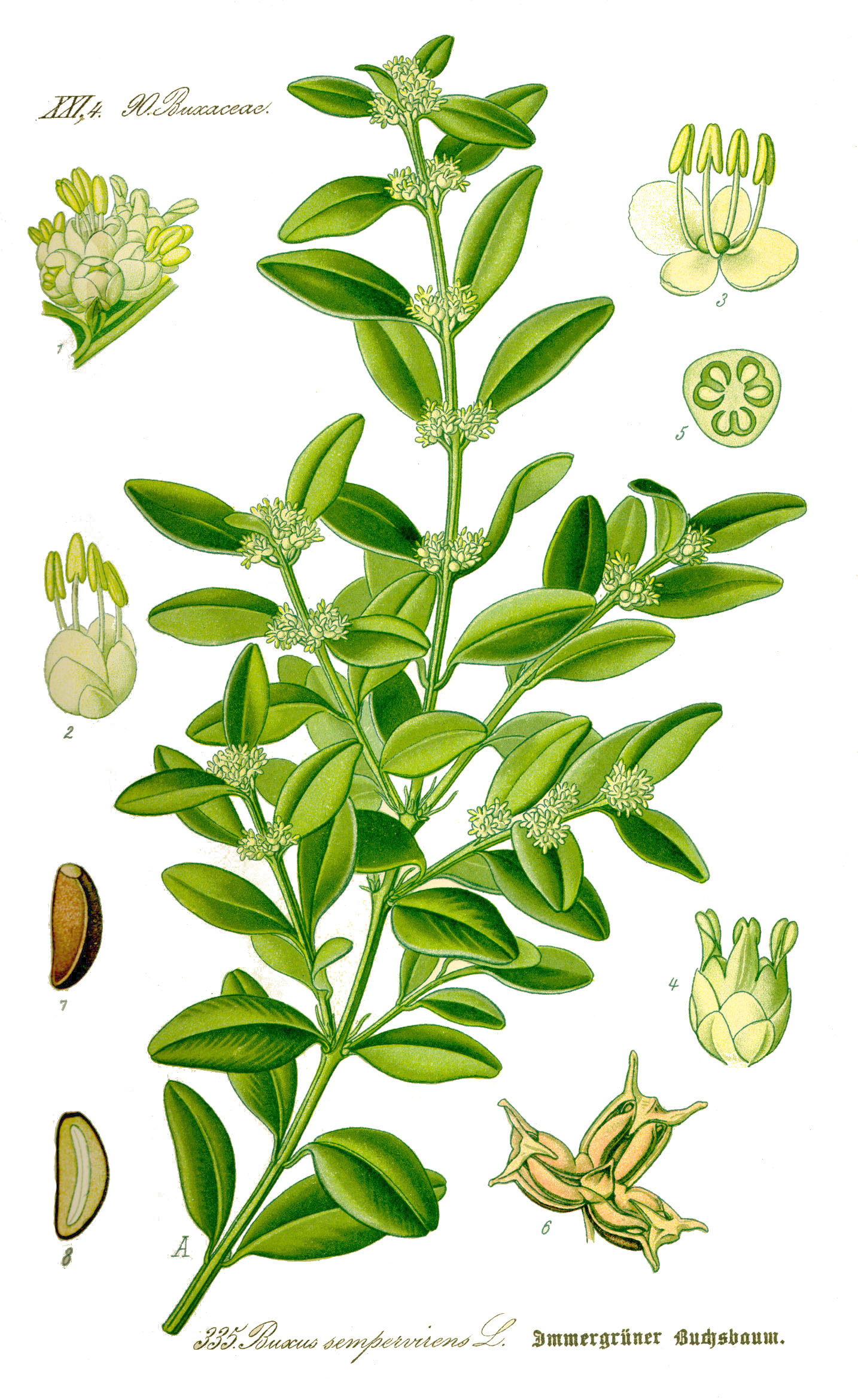

Самшит вечнозелёный — дерево высотой до 15 м, иногда кустарник.
Побеги прямые, торчащие, четырёхгранные, зелёные, густо покрыты листьями.
Листья на коротких черешках, почти сидячие, сильно различающиеся по форме, голые, с блестящей тёмно-зелёной верхней стороной и светло-зелёной, даже желтоватой нижней.
Цветки мелкие, зеленоватые, обычно однополые, тычиночные — в компактных головчатых соцветиях, пестичные — одиночные.
Плод — мелкая чёрно-коричневая трёхрожковая шаровидная коробочка с выростами, раскрывающаяся по мере созревания семян створками.

## Распространение и экология
Произрастает в Западной и Южной Европе, северо-западной Африке и Передней Азии. Его ареал простирается от южной Англии до северного Марокко, а на востоке достигает Турции и Западного Кавказа.

## Значение и применение
Растение используют при создании бордюра, реже — живой изгороди.
|                                                       |  |  |  |
| Самшит вечнозелёный. Деревья, листья, цветки и плоды. |  |  |  |

## Таксономия

### Синонимы
По данным The Plant List на 2010 год, в синонимику вида входят:
- Buxus angustifolia Mill.
- Buxus arborescens Mill.
- Buxus argentea Steud.
- Buxus aurea Steud.
- Buxus caucasica K.Koch
- Buxus colchica Pojark.
- Buxus crispa K.Koch
- Buxus cucullata K.Koch
- Buxus elegantissima K.Koch
- Buxus fruticosa Borkh.
- Buxus handsworthii K.Koch
- Buxus macrophylla Dippel, nom. illeg.
- Buxus marginata Steud.
- Buxus mucronata Baill.
- Buxus myrtifolia Lam.
- Buxus rosmarinifolia Baill.
- Buxus salicifolia K.Koch
- Buxus suffruticosa Mill.
- Buxus tenuifolia Baill.
- Buxus variegata Steud.
- Buxus vulgaris Bubani

## Известные экземпляры
- Самшит вечнозелёный (Малый Маяк)